# Barrancas y Guanal Tintillo
Barrancas y Guanal Tintillo es una localidad del municipio de Centro ubicado en la subregión centro del estado mexicano de Tabasco.

## Geografía
La localidad de Barrancas y Guanal Tintillo se sitúa en las coordenadas geográficas 18°01′12″N 92°49′47″O / 18.020000, -92.829722, a una elevación de 0 metros sobre el nivel del mar.

## Demografía
Según el Conteo de Población y Vivienda 2020, efectuado por el Instituto Nacional de Estadística y Geografía, la localidad de Barrancas y Guanal Tintillo tiene 599 habitantes, de los cuales 302 son del sexo masculino y 297 del sexo femenino. Su tasa de fecundidad es de 2.08 hijos por mujer y tiene 164 viviendas particulares habitadas.
| Gráfica de evolución demográfica de Barrancas y Guanal Tintillo entre 1950 y 2020 |
|                                                                                   |
| INEGI.                                                                            |